# Livingston Wheeler
Livingston Wheeler es un lugar designado por el censo ubicado en el condado de Eddy en el estado estadounidense de Nuevo México. En el Censo de 2010 tenía una población de 609 habitantes y una densidad poblacional de 144,61 personas por km².

## Geografía
Livingston Wheeler se encuentra ubicado en las coordenadas 32°23′27″N 104°12′11″O / 32.39083, -104.20306. Según la Oficina del Censo de los Estados Unidos, Livingston Wheeler tiene una superficie total de 4,21 km², de la cual 4,21 km² corresponden a tierra firme y (0%) 0 km² es agua.

## Demografía
Según el censo de 2010, había 609 personas residiendo en Livingston Wheeler. La densidad de población era de 144,61 hab./km². De los 609 habitantes, Livingston Wheeler estaba compuesto por el 77,18% blancos, el 1,15% eran afroamericanos, el 0% eran amerindios, el 0% eran asiáticos, el 0% eran isleños del Pacífico, el 18,23% eran de otras razas y el 3,45% pertenecían a dos o más razas. Del total de la población el 57,14% eran hispanos o latinos de cualquier raza.